# Quellenreuth
Quellenreuth ist ein Gemeindeteil der Stadt Schwarzenbach an der Saale im Landkreis Hof (Oberfranken, Bayern).

## Geografie
Der Weiler liegt etwa 3,5 km nordöstlich von Schwarzenbach an der Bundesstraße 289, wo die Kreisstraße HO 12 nach Haideck abzweigt.

## Geschichte
1353 besaß die Familie von Kotzau im Dorf einen Rittersitz und es ist die Abgabe des „Pfaffenscheffels“ an die Pfarrei St. Lorenz in Hof belegt. 1390 war die Familie von Hirschberg im Ort ansässig. Seit Ende des 18. Jahrhunderts war der Ort im Besitz des Rittergutes Förbau. Damals lebten im Ort 89 Einwohner. Nach Ernst lebten in dem Schuldorf 1868 14 Familien bzw. 64 Einwohner. 1992 waren es 35 Einwohner, 2013 28. Vor seiner Eingemeindung nach Schwarzenbach war Quellenreuth mit Schwingen eine Gemeinde im ehemaligen Landkreis Rehau.

## Baudenkmäler
Baudenkmäler im Ort sind ein Pechstein, ein mittelalterliches Steinkreuz und eine Doppelhofanlage aus Wohnstallhäusern.

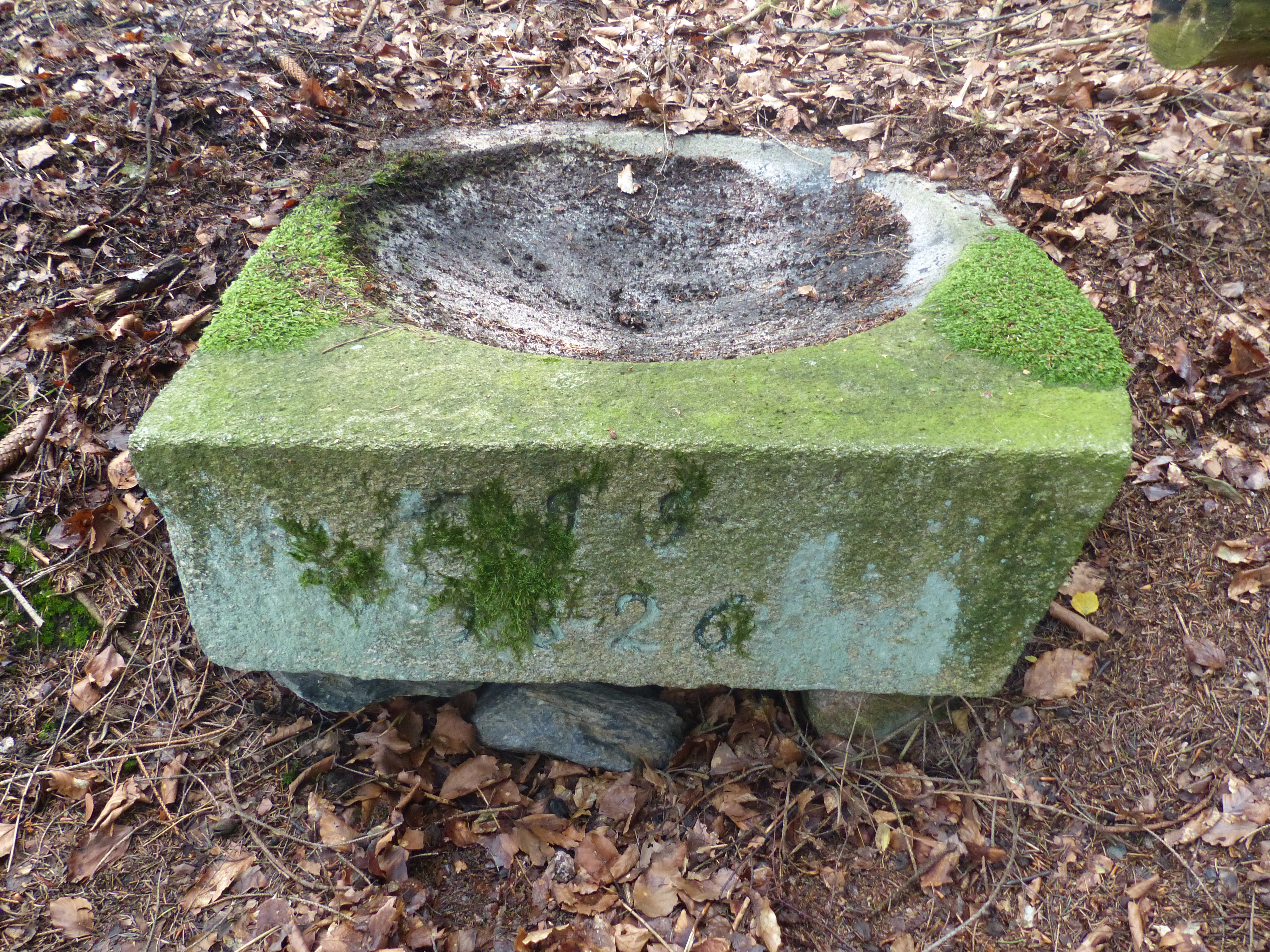
Pechstein

Der Pechstein befindet sich am Waldrand südöstlich des Dorfes auf der anderen Seite der Bundesstraße und besteht aus Granit mittlerer Körnung vom Kornberg. Die Pechpfanne ist schalenförmig und mündet in ein Abflussrohr aus Messing. Die vorderseitige Inschrift bezieht sich auf Johann Gräßel im Jahr 1826 („J 1826 G“).

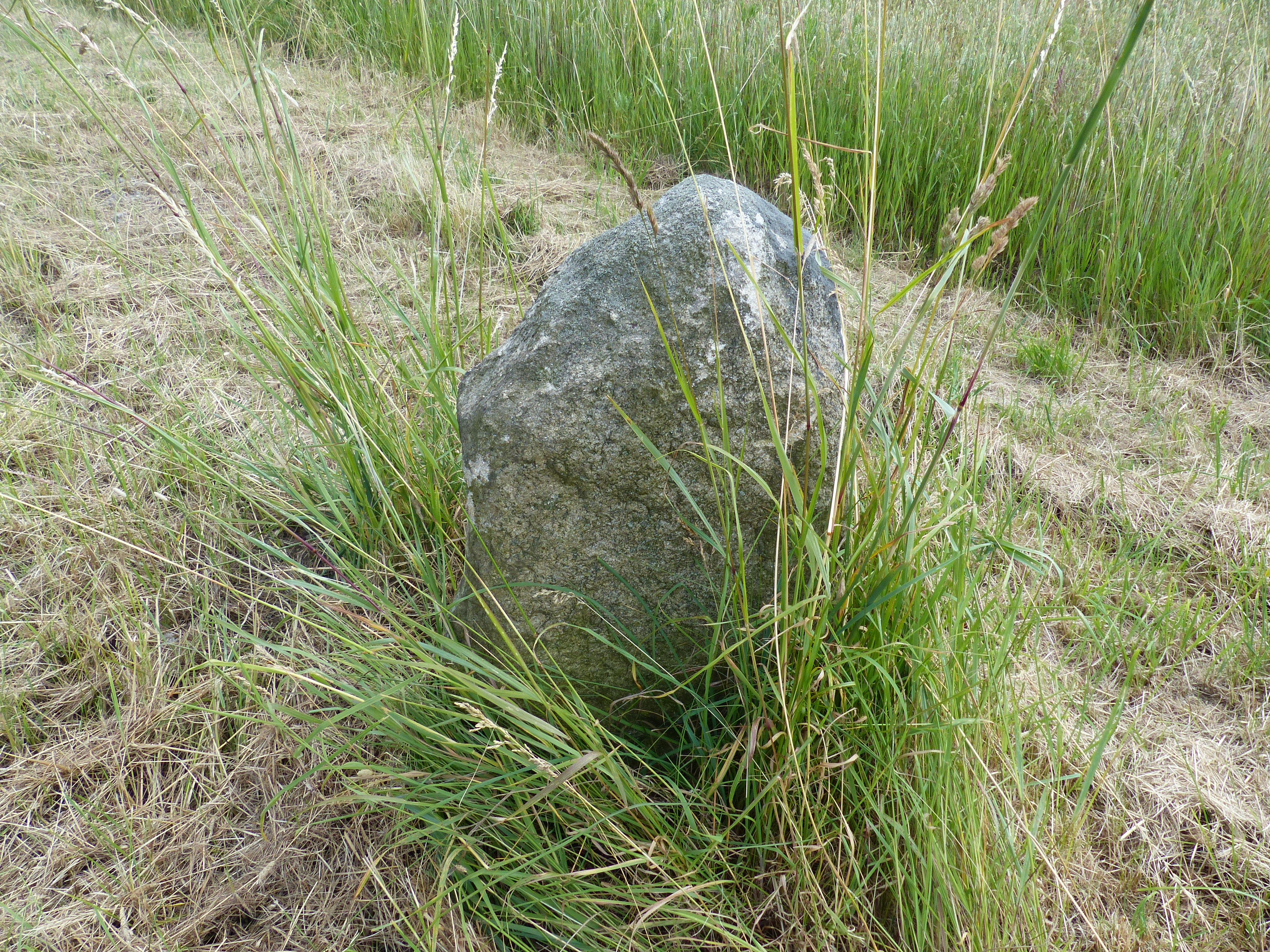
Reste eines Steinkreuzes

An der Abzweigung von der Kreisstraße HO 12 in den Ort befindet sich ein Steinkreuz. Die Seitenarme des Kreuzes sind stark abgewittert und kaum noch als solche zu erkennen. Das Kreuz stand früher zehn Meter weiter südlich und wurde 1964 im Zuge des Straßenausbaus versetzt. Der Sage nach liegt dort ein Offizier oder Beamter begraben. Es zeige sich immer wieder ein Reiter ohne Kopf.
Im Waldgebiet südlich von Quellenreuth bzw. Stollen gibt es am Waldrand eine rätselhafte Steinreihe. Vermessungsarbeiten von Reinhard Simon ergaben eine Gesamtlänge von etwa 70 Metern. 41 Steine sind oberirdisch sichtbar, es ist nicht auszuschließen, dass sich noch weitere Steine im Boden befinden oder bei der Flurbereinigung entfernt wurden. Einige haben eine Kantenlänge von über zwei Metern.